# ロディオン・シチェドリン
ロディオン・コンスタンティノヴィチ・シチェドリン（ロシア語: Родио́н Константи́нович Щедри́н、ラテン文字転写の例: Rodion Konstantinovich Shchedrin, 1932年12月16日 - ）は、ロシア人の作曲家。旧ソ連の指導的な作曲家の一人であり、1973年からソ連作曲家同盟の議長を務めた。

## 経歴
出生から修学期

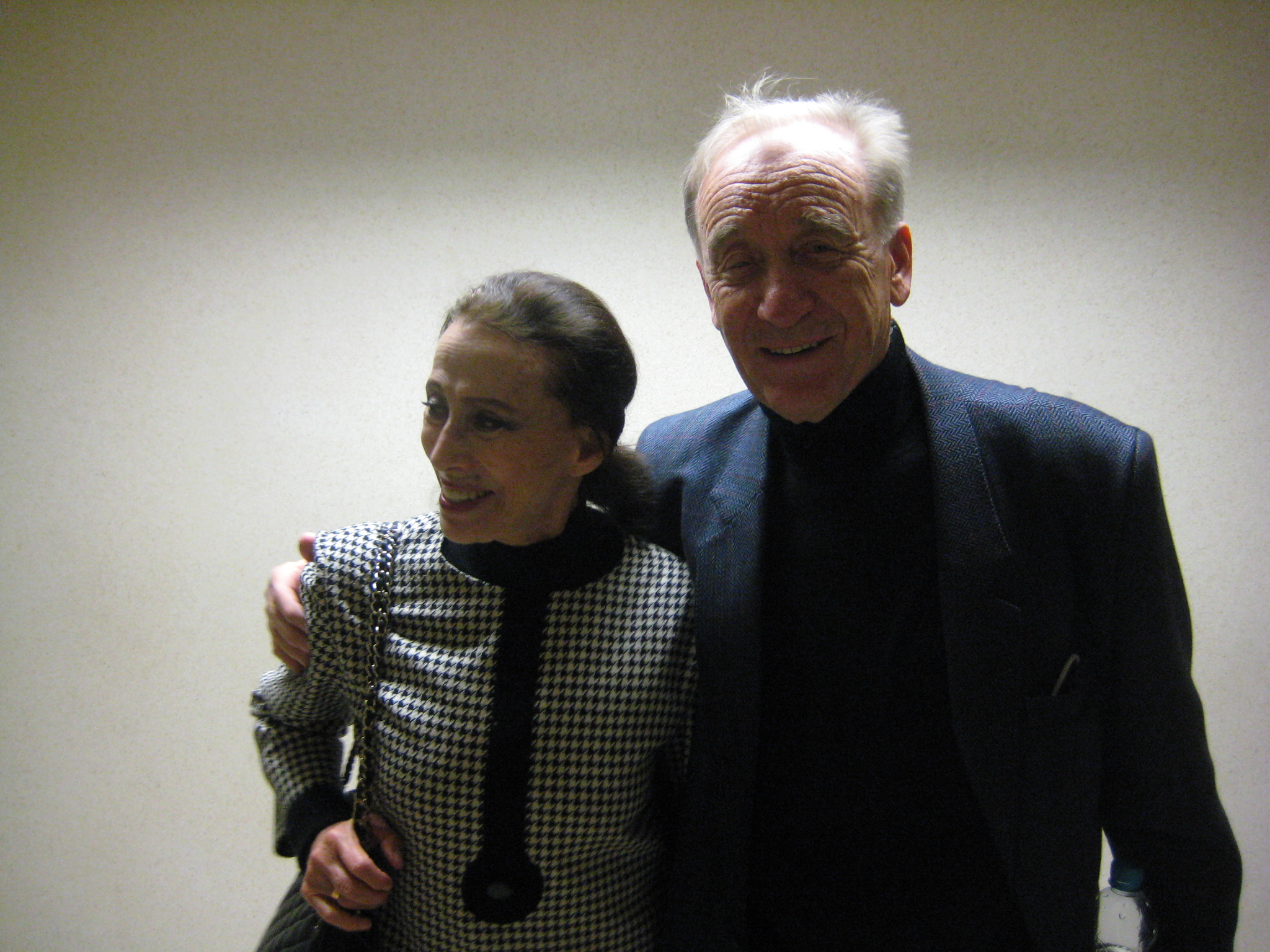
シチェドリンと妻のマイヤ・プリセツカヤ（2009年）

1932年、モスクワの音楽家の家庭に生まれた。父親のコンスタンティン・シチェドリンは音楽理論の教師であり、また作曲家であった。父はヴァイオリンを弾き、また父と兄らがトリオを組んでいたため、音楽の溢れる環境で育った。
1941年に、モスクワ音楽院付属中央音楽学校に入学。しかし、同年11月には第二次世界大戦をさけてサマラへ家族と共に疎開。大戦終了後、1944～1950年、アレクサンドル・スベシニコフが指導していたモスクワ合唱学校で学んだ。その後、1950から1955年まで、サンクトペテルブルク音楽院で、作曲をユーリ・シャポーリン、ピアノをヤコフ・フリエールの下で学んだ。その後大学院研究科に進んでユーリ・シャポーリンの指導を受けた。1958年、7歳年上のバレリーナ・マイヤ・プリセツカヤと結婚。1959年に音楽院を卒業。
音楽院卒業後
1965年からモスクワ音楽院で作曲を教えた。理論作曲学部の党派指導部と対立したため、1969年に音楽院を去った。これは1968年のソ連によるチェコスロヴァキアへの軍事侵攻を支持する書簡にシチェドリンが署名を拒否したためであった。
1962年よりソビエト連邦作曲家同盟理事会書記。1973年には、ロシア・ソビエト連邦作曲家連合の理事長に選出された(1990年まで在職)。1989年、ソ連作曲家連合からソビエト連邦最高会議人民代議員に選出された。
ソビエト連邦崩壊後
ソビエト連邦の崩壊後は、国際的な演奏旅行や協同制作の機会を利用しており、現在では、年間の活動の拠点をミュンヘンとモスクワに分けて過ごしている。1989年に作曲家としての長年の功労に対して、ベルリン芸術アカデミーより正会員に任命された。
2022年、妻と30年近く暮らしたモスクワのトゥヴェルスカヤ通りのアパートをバフルシン記念演劇博物館に寄附。マイヤ・プリセツカヤ居室博物館となっており、私物・写真・文書などが展示されており、シチェドリンの書斎も見ることができる。

## 受賞・栄典
- 1970年：ロシア連邦ソビエト社会主義共和国名誉芸術家
- 1972年：ソビエト連邦国家賞
- 1976年：ロシア・ソビエト社会主義共和国人民芸術家（英語版）
- 1981年：ソ連人民芸術家。ソ連音楽芸術の発展への多大な貢献に対して
- 1984年：レーニン賞を受賞。
- 1992年：当時の大統領ボリス・エリツィンよりロシア国家賞を授与された。

## 作曲作品の作風と受容
初期作品が調性的で、色彩的な管弦楽法を採り、しばしば民族音楽の要素を断片的に取り入れているのに対して、後期の作品は、音列技法や偶然性の音楽を取り入れている。西側では、ムスティスラフ・ロストロポーヴィチらの活動を通じてシチェドリンの作品が知られるようになった。作曲家としての目立った活動に加えて、ピアノやオルガンのヴィルトゥオーゾとしても活動し、自作の6つのピアノ協奏曲のうち半数は手ずから人前で初演した。
シチェドリンは、概して舞台音楽の専門家として名高く、《せむしの仔馬》（1955年）や、（ショスタコーヴィチやハチャトゥリアンに却下されてからシチェドリンの許に持ち込まれた企画物の）《カルメン組曲》（1967年）、《アンナ・カレーニナ》（1971年、レフ・トルストイ原作）、《犬を連れた婦人》（1985年）といったバレエ音楽や、《愛だけでなく》（1961年）や《死せる魂》（1976年、ニコライ・ゴーゴリ原作）といったオペラが知られているが、ほかにも6つのピアノ協奏曲や3つの交響曲、いくつかの室内楽曲やピアノ曲なども作曲している。ピアノ曲では、ショスタコーヴィチに倣って書かれた《24の前奏曲とフーガ》や、《ポリフォニーの手帳（25の前奏曲）》が重要である。

## 家族・親族
- 父：コンスタンチン・ミハイロヴィチ・シチェドリンは作曲家。1917年にモスクワ音楽院を卒業。
- 母：コンコルディア・イワノヴナ・シチェドリナは経済学者。旧姓イワノワ。
- 妻：マイヤ・ミハイロヴナ・プリセツカヤはバレエ・ダンサー。

## 作曲作品

### 交響曲
- 交響曲 第1番（1958年）
- 交響曲 第2番 「25の前奏曲｣ （1965年）
- 交響曲 第3番（2000年）

### 協奏曲
- ピアノ協奏曲 第1番（1954年、1974年改訂）
- ピアノ協奏曲 第2番（1966年）
- ピアノ協奏曲 第3番（1973年）
- ピアノ協奏曲 第4番（1991年）
- ピアノ協奏曲 第5番（1999年）
- ピアノ協奏曲 第6番（2003年）
- トランペット協奏曲（1993年）
- チェロ協奏曲「ソット・ヴォーチェ」（1994年）
- ヴァイオリン協奏曲「カンタービレ」（1998年）
- 管弦楽のための協奏曲 第1番「お茶目なチャストゥーシュカ」（1963年）
- 管弦楽のための協奏曲 第2番「鐘」（1967年）
- 管弦楽のための協奏曲 第3番「懐かしいロシアのサーカス音楽」（1989年）
- 管弦楽のための協奏曲 第4番「輪舞」（1989年）[3]

### 舞台音楽
- 歌劇「愛だけでなく」（1961年）
- 歌劇「死せる魂」（1976年）
- 歌劇「ロリータ」（1993年）
- 歌劇「魅せられた旅人」（2002年）
- 歌劇「左利き」（ニコライ・レスコフ原作） （2013年マリインスキーII上演のためにヴァレリー・ゲルギエフより委嘱）
- バレエ「せむしの仔馬」（1955年）
- バレエ「アンナ・カレーニナ」（1971年）
- バレエ「かもめ」（1979年）
- バレエ「犬を連れた奥さん」（1985年）
- ミュージカル「12ヶ月のニーナ」（1988年）（明治生命ミュージカル　日・米・露共同制作）

### その他の管弦楽曲
- 交響組曲「愛だけでなく」（オペラからの抜粋による。1964年）
- カルメン組曲（1967年）　※ビゼー原曲[4]
- 組曲「かもめ」（バレエからの抜粋による。1984年）
- 荘厳序曲（1982年）
- ロシア受洗一千年記念のスティヒラ（1987年）
- ベートーヴェンの第9交響曲のための前奏曲
- 交響的ディプティク

### ピアノ曲
- ピアノ・ソナタ 第1番（1962年）
- ピアノ・ソナタ 第2番（1997年）
- 24の前奏曲とフーガ（第1巻1964年、第2巻1970年）
- 25の前奏曲《ポリフォニーの手帳》（1972年）
- 小品
  - 詩曲
  - バレエ「せむしの仔馬」からの4曲
  - ユモレスク
  - アルベニスを模して（ほかに、ヴァイオリンもしくはチェロとの二重奏版がある）
  - トロイカ
  - 2つのポリフォニックな小品
    - 2声のインベンション
    - バッソ・オスティナート

### 室内楽曲
- 音楽の捧げもの（フルート、ファゴット、トロンボーン各3とオルガンのための。1983年）
- 無伴奏ヴァイオリンのための《エコー・ソナタ》作品69（1984年）

### 声楽曲
- ニコライ・レスコフによる合唱曲《目隠しされた天使》（1988年）

## 音源
- Ilya Sambursky, Schedrin, Yumoreska
- Troika- Shchedrin played by George Zu
- R. Schedrin Basso Ostinato (Р. Щедрин Бассо Остинато)
- Daniil Shafran - Schedrin Imitating Albéniz
- Eduard Grach and "Moscovia" plays Carmen Part 1
- Eduard Grach and "Moscovia" plays Сarmen part 2
- Eduard Grach and "Moscovia" plays Сarmen part 3
- Eduard Grach and "Moscovia" plays Сarmen part 4
- Eduard Grach and "Moscovia" plays Сarmen part 5